# Pessac-Léognan

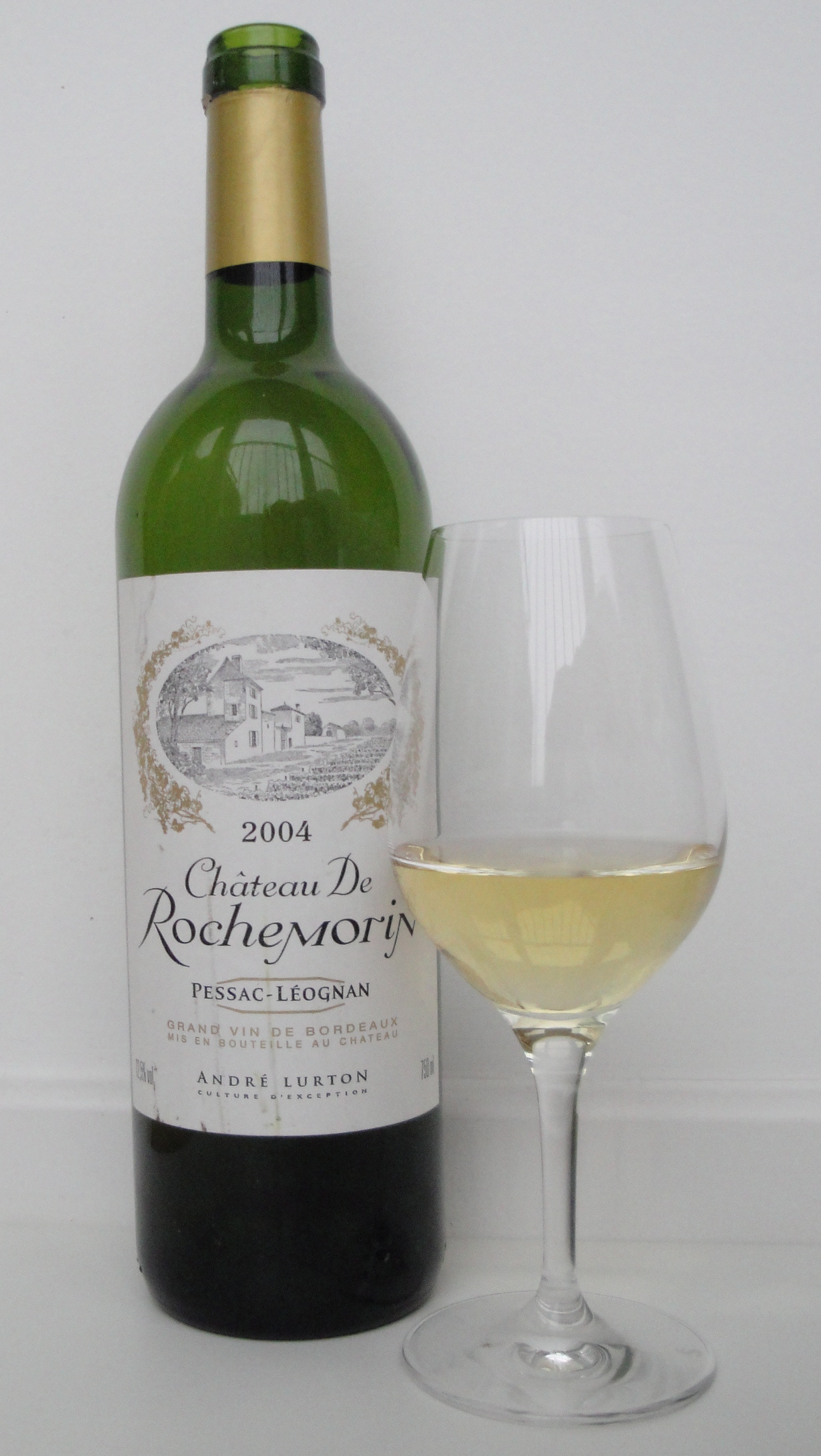
Białe wino Château de Rochemorin z regionu

Pessac-Léognan – francuska apelacja winiarska znajdująca się w południowej części regionu Bordeaux. Obszar ten obejmuje miejscowości: Cadaujac, Canéjan, Gradignan, Léognan, Martillac, Mérignac, Pessac, Saint-Médard-d’Eyrans, Talence oraz Villenave-d’Ornon.
Apelacja Pessac-Léognan posiada jedne z najstarszych tradycji winiarskich w regionie Bordeaux. Administracyjnie utworzona została w 1987 roku przez oddzielenie się od podregionu winiarskiego Graves. Pessac-Léognan znajduje się na południe od miasta Bordeaux i obejmuje 1450 hektarów upraw, z czego 80% przeznaczone jest na wina czerwone.
W rejonie Pessac-Léognan produkuje się głównie czerwone wina wytrawne, trochę podobne w charakterze do win regionu Médoc. W mniejszej ilości produkuje się też białe wina wytrawne, uznawane za jedne z najlepszych w Bordeaux.
Do najbardziej znanych win z tego regionu zaliczają się następujące marki:
- Château Haut-Bailly
- Château Haut-Brion
- Domaine de Chevalier
- Château de Fieuzal
- Château Couhins
- Château Couhins-Lurton
- Château Malartic Lagravière
- Château Olivier
- Château Pape Clément
- Château Smith Haut Lafitte